# Любушская земля

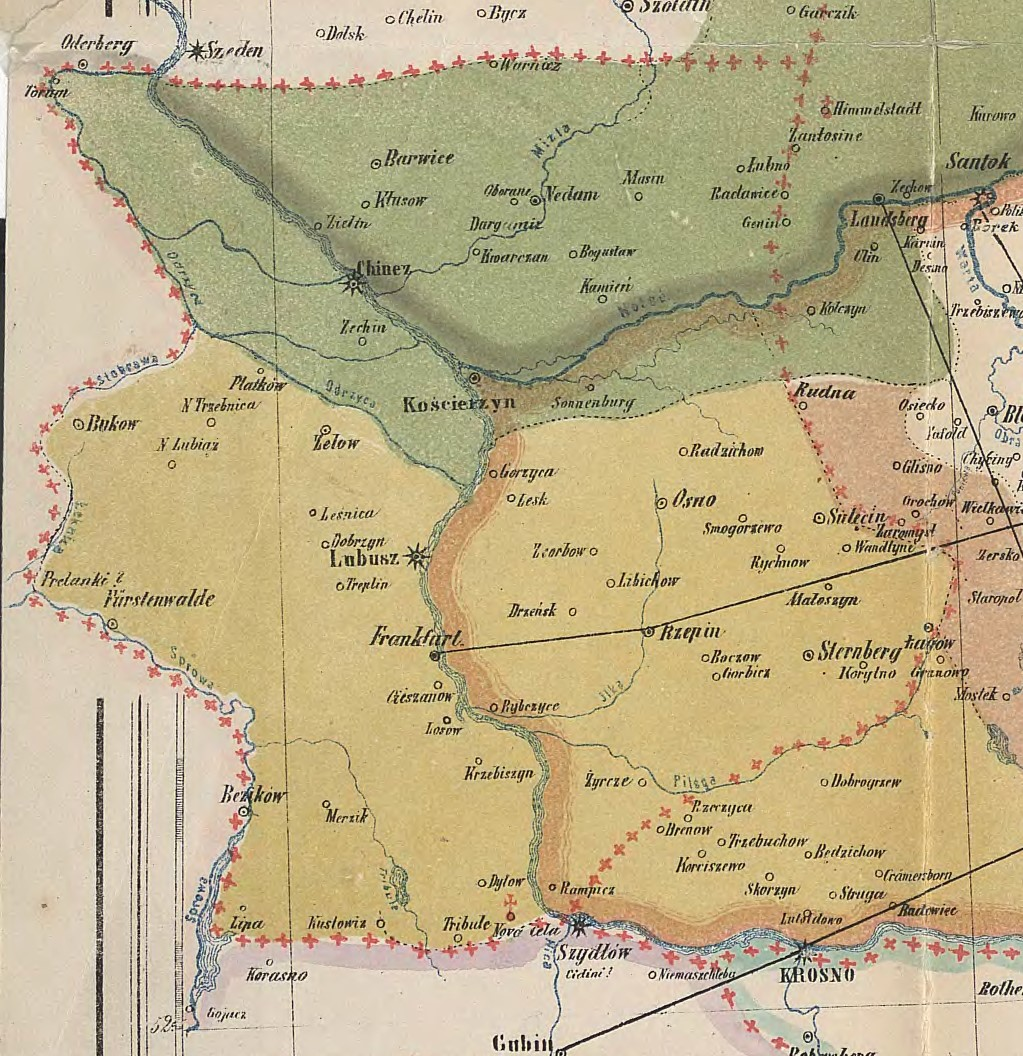
Любушская земля при Пястах (жёлтый)

Любушская земля (пол. Lubusz, ziemia lubuska, нем. Land Lebus, чеш. Lubušsko) — исторический регион в Польше и Германии, по обеим сторонам Одры возле устья Варты. Это болотистая местность, расположенная к востоку от Бранденбургского маркграфства, к западу от Великой Польши, к югу от Померании, к северу от Силезии.

## История

### Польское королевство

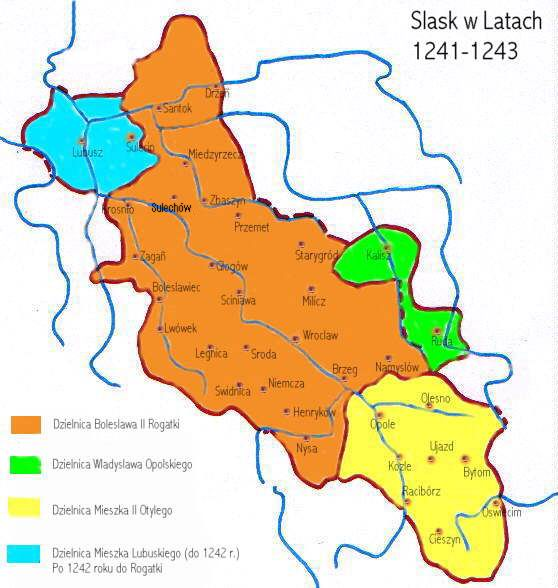
Любушская земля (голубая) в Силезском княжестве в 1242 году

Изначально это была земля проживания западнославянского племени любушан — о котором, впрочем, мало что известно. Есть гипотеза, что польский князь Мешко I (~960-992) либо унаследовал эту землю, либо завоевал её в начале своего правления, поскольку из текста «Деяний саксов» Видукинда Корвейского следует, что Мешко в начале 960-х годов властвовал над неким племенем «Licicaviki», однако такая интерпретация достаточно спорная. После смерти Мешко всю страну унаследовал его сын Болеслав I Храбрый. Когда в 983 году в результате славянского восстания немцы потеряли Северную марку, то князь Болеслав и император Оттон III в 991 году в Кведлинбурге договорились совместно завоевать оставшиеся лютичские земли. Оттон атаковал с запада, а Болеслав — с востока, но успеха они не достигли; наоборот, преемник Оттона — Генрих II Святой — во время конфликта из-за Лужицкой марки заключил союз с лютичами и постоянно атаковал Болеслава.
Любушская земля осталась под польской властью даже после того, как в 1031 году король Мешко II был вынужден отказаться от только что завоёванной Лужицкой марки и признать сюзеренитет императора Конрада II. В 1125 году король Болеслав III Кривоустый основал Любушское епископство, подчинённое Гнезненскому архиепископству, однако подчинённость этого епископства с самого начала стала оспариваться мощным Магдебургским архиепископством.
По статуту короля Болеслава Кривоустого (1138 года) Любушская земля после его смерти отходила (вместе с Силезией) старшему сыну — Владиславу (будущий Владислав II Изгнанник). Владислав, в конечном счёте, проиграл междоусобную войну с младшими братьями и вынужден был бежать в Германию, ко двору императора Конрада III. Наследственный удел Владислава II, в том числе и Любушская земля, досталась победителю, Болеславу Кудрявому. Однако правители Германи выступили на стороне изгнанника и в 1157 году новый король и император Фридрих I Барбаросса вторгся в Польшу, одержал верх и заставил Болеслава Кудрявого признать свою зависимость от Империи. Вскоре Владислав Изгнанник умер и Любушская земля (как и Силезия) была передана его наследникам. Любушскую землю вместе с прочими территориями получил старший из них — Болеслав I Долговязый. Позднее Любушская земля оставалась под властью Силезских Пястов; в 1206 году князь Генрих I Бородатый подписал соглашение с польским князем Владиславом III Тонконогим об обмене Любушской земли на Калишский регион, однако сделка не состоялась: восстал правивший Калишем Владислав Одонич (племянник Владислава III), а лужицкий маркграф Конрад II воспользовался ситуацией для вторжения в Любушскую землю. В 1248 году княжество Силезия было разделено между сыновьями Генриха II Набожного, и Любушская земля досталась Болеславу II Рогатке. В том же году Болеслав продал Любушскую землю магдебургскому архиепископу Вильбранду фон Кэфернбургу в качестве секулярного владения, и в итоге она попала в маркграфство Бранденбург.

### Маркграфство Бранденбург
Хотя в качестве секулярного владения Любушская земля была полностью отделена от Силезии, в соответствии с каноническим правом Лебуский диоцез, в который входила практически вся Любушская земля, оставался в подчинении у Гнезненской митрополии. Тем временем магдебургские маркграфы продолжали инкорпорировать Любушскую землю в Новую марку, которая расширялась на северо-восток, к границам Померании, вобрав в себя в 1296 году Сантокское кастелянство.
Лебусские епископы старались поддерживать связь с Польшей, и в 1276 году переместили свою резиденцию на восточный берег Одры, в Гужицу (Гёриц), которая являлась епископским владением. Когда в 1320 году пресеклась магдебургская ветвь Асканиев, то польский король Владислав Локетек увидел в этом свой шанс, и в союзе с епископом Стефаном II вторгся в Новую марку. Однако глава светской власти в Любушской земле — Эрих Вулковский — поддержавший нового маркграфа Людвига V из династии Виттельсбахов, в 1325 году вторгся в епископские владения, разграбил их и сжёг Гужицкий кафедральный собор. Епископ Стефан бежал в Польшу.
В 1354 году епископ Генрих Бенч пришёл к соглашению с маркграфом Людвигом VI, и ему были возвращены епископские владения. Епископский престол вернулся в Лебус, был построен новый кафедральный собор. В 1373 году диоцез подвёргся разграблению со стороны богемской армии, когда император Карл IV отобрал Бранденбургское маркграфство у дома Виттельсбахов. Резиденция епископа была перемещена в Фюрстенвальде.
В 1424 году Лебуское епископство перешло в подчинение Магдебургскому архидиоцезу, окончательно порвав связи с Гнезненской церковной провинцией. В 1518 году епископ Дитрих фон Бюлов приобрёл секулярное владение Бесков-Шторков, которое в светском плане было вассалом Богемской короны, а в духовном входило в состав Мейсенского диоцеза; замок в Бескове стал новой епископской резиденцией. Когда в 1547 году во время Шмалькальденской войны епископ Георг фон Блюменталь попытался набрать войска, чтобы присоединиться к имперским католическим силам, то его вассалы из Бескова отказались помочь ему в этом.
В 1555 году епископство было секуляризовано и превратилось в лютеранский диоцез. В 1575 году император Фердинанд I передал Бесковский феод Бранденбургу. В 1598 году правитель Бранденбурга Иоахим III Фридрих стал курфюрстом Священной Римской империи, и связи Любушской земли с Польшей были надолго прерваны.

### В составе Польши и Германии
Долгое время Любушская земля была частью Пруссии, а впоследствии — Германии. В 1945 году, когда была установлена граница по Одеру — Нейсе между Польшей и ГДР, большая часть Любушской земли вернулась в состав Польши, однако её исторический центр Лебус, а также города Фюрстенвальде и Франкфурт-на-Одере остались на германской территории.